# 下鴨中通
下鴨中通（しもがもなかどおり）は京都市左京区の南北の通りの一つ。北は北山通から、南は下鴨本通と御蔭通の交差点まで。北大路通から御蔭通の間は南行一方通行である。沿道は住宅街で、北大路通以南の一部区間は商店街となっている。北山通から北大路通に至るまでは往復2車線で植物園、コンサートホール、大学など文化施設が並ぶ。
京の七口の1つとして挙げられる「鞍馬口」から延びる東鞍馬口通（鞍馬口通）以北は、（下鴨中通とは呼ばれない北山通以北の府道40号も含めて）鞍馬へ至るかつての鞍馬街道にあたる。かつては下鴨を南北に貫くメインストリートであり、「本通」を名乗っていた。1928年（昭和3年）5月10日に植物園前から出町の間で運行が始まった市バスはこの通りを走ったが、現在は京都市区改正設計の路線として1948年から整備が始まり、現在の葵橋の竣工（1960年）により全通した4車線の下鴨本通にメインストリートとしての地位を譲り、市バスもこちらを運行する。

## 沿道の主な施設
- 京都市営地下鉄烏丸線北山駅
- 京都コンサートホール
- 京都府立京都学・歴彩館
- 京都府立植物園北泉門
- 京都府立大学下鴨キャンパス